# Haugo
Haugo är en tätort i Osterøy kommun i Vestland fylke i västra Norge. Orten ligger där fylkesväg 566 möter fylkesväg 567, på den västra delen av ön Osterøy.